# Mecklenburgische Küche

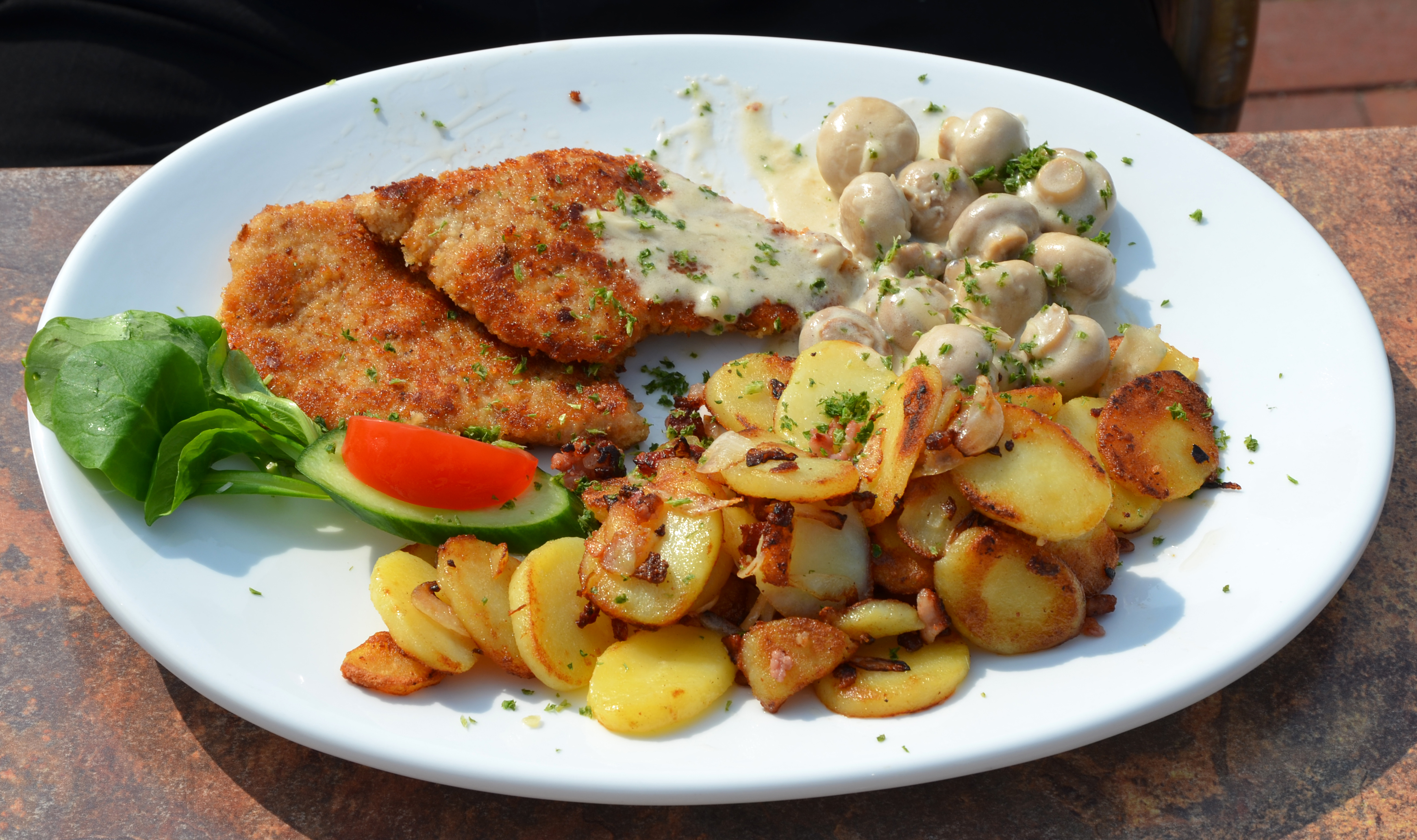
Beispiel für ein bodenständiges Gericht aus Mecklenburg

Die mecklenburgische Küche ist typisch nordostdeutsch. In der modernen Küche werden ihre ursprünglichen Eigenarten häufig um neue Facetten ergänzt, alte Gerichte werden wiederentdeckt und mit aktuellen Rezepten kombiniert.
Traditionell gilt die mecklenburgische Küche als eher bodenständig und deftig. In ihr spiegeln sich einerseits das lange durch die Landwirtschaft geprägte einfache Leben der Landstriche Mecklenburgs wider, als auch die lange Ostseeküste und der Reichtum an Binnengewässern. Hinzu kommt dank der ausgedehnten Wälder eine Fülle an Wildgerichten. Eine besonders bedeutsame Rolle spielen hier die in der Region auch Tüften genannten Kartoffeln (davon zeugt auch die Existenz eines Kartoffelmuseums im angrenzenden Vorpommern) in verschiedensten Zubereitungsarten, Grünkohl und auch die süßsaure Geschmacksrichtung, erzeugt beispielsweise durch Backobst. Mecklenburg und Vorpommern hatten zwar eine lange, voneinander unabhängige geschichtliche Entwicklung, die Ähnlichkeit der Lebensverhältnisse und der Landschaften in beiden heutigen Landesteilen hat jedoch dazu geführt, dass sich die Ernährungsgewohnheiten stark ähneln.
Karl Julius Weber berichtete im 18. Jahrhundert über die Essgewohnheiten der Mecklenburger: „Das Volk lebt meist von Kartoffeln, von dürrem Obst, von Weißkraut, Rüben und Pferdebohnen“.

## Spezialitäten

### Getränke
- Grog

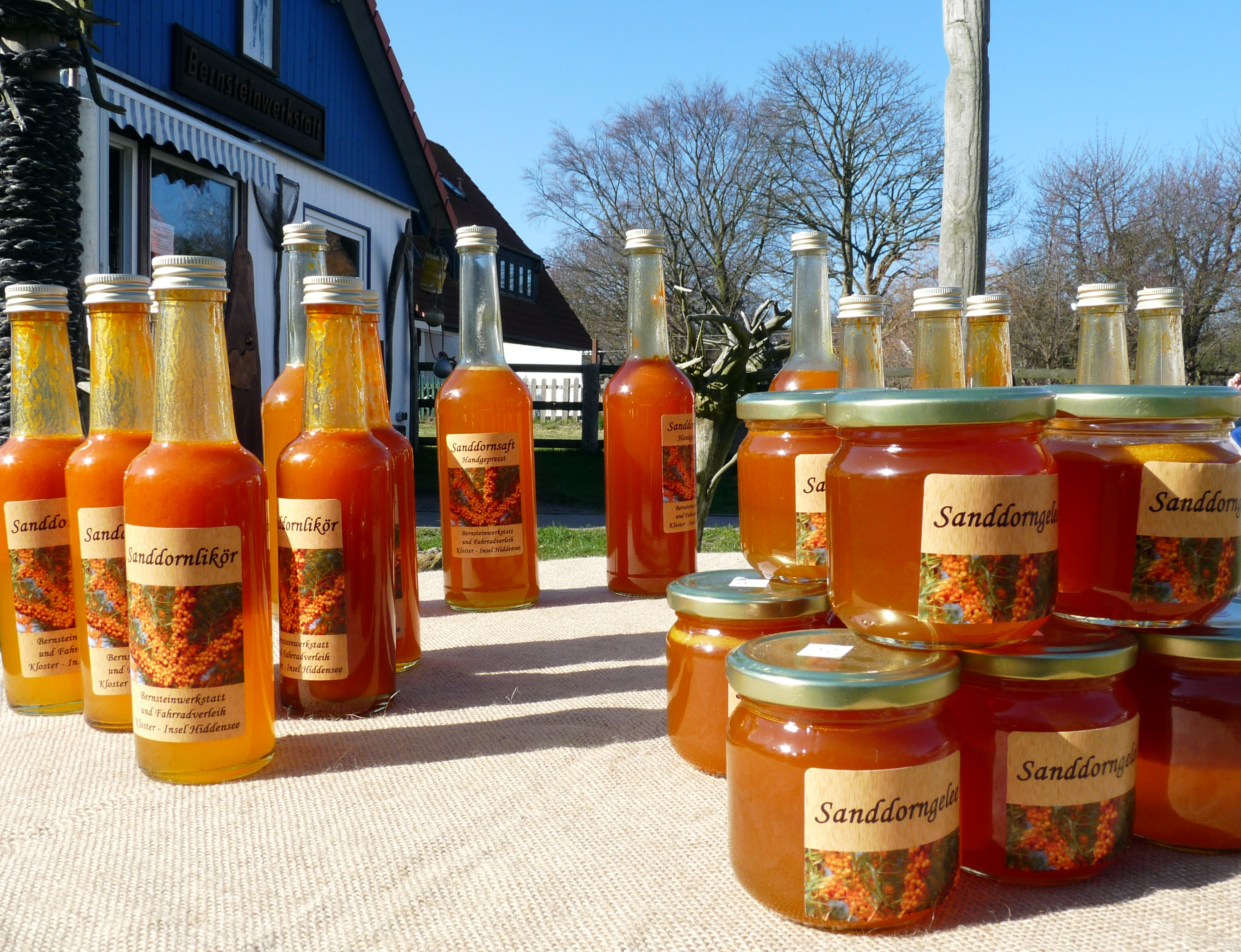
Sanddornbeeren werden in Mecklenburg zu vielfältigen Produkten verarbeitet, neben Likör und Saft gibt es u. a. Konfitüre.

- Mecklenburger Landwein aus dem Stargarder Land
- Sanddorn: Sanddornwein, Sanddornlikör, Sanddornsaft

### Fisch
- Gebratener Räucheraal (Gebackener Spickaal)
- Gebratene Maischolle (Braden Maischull)

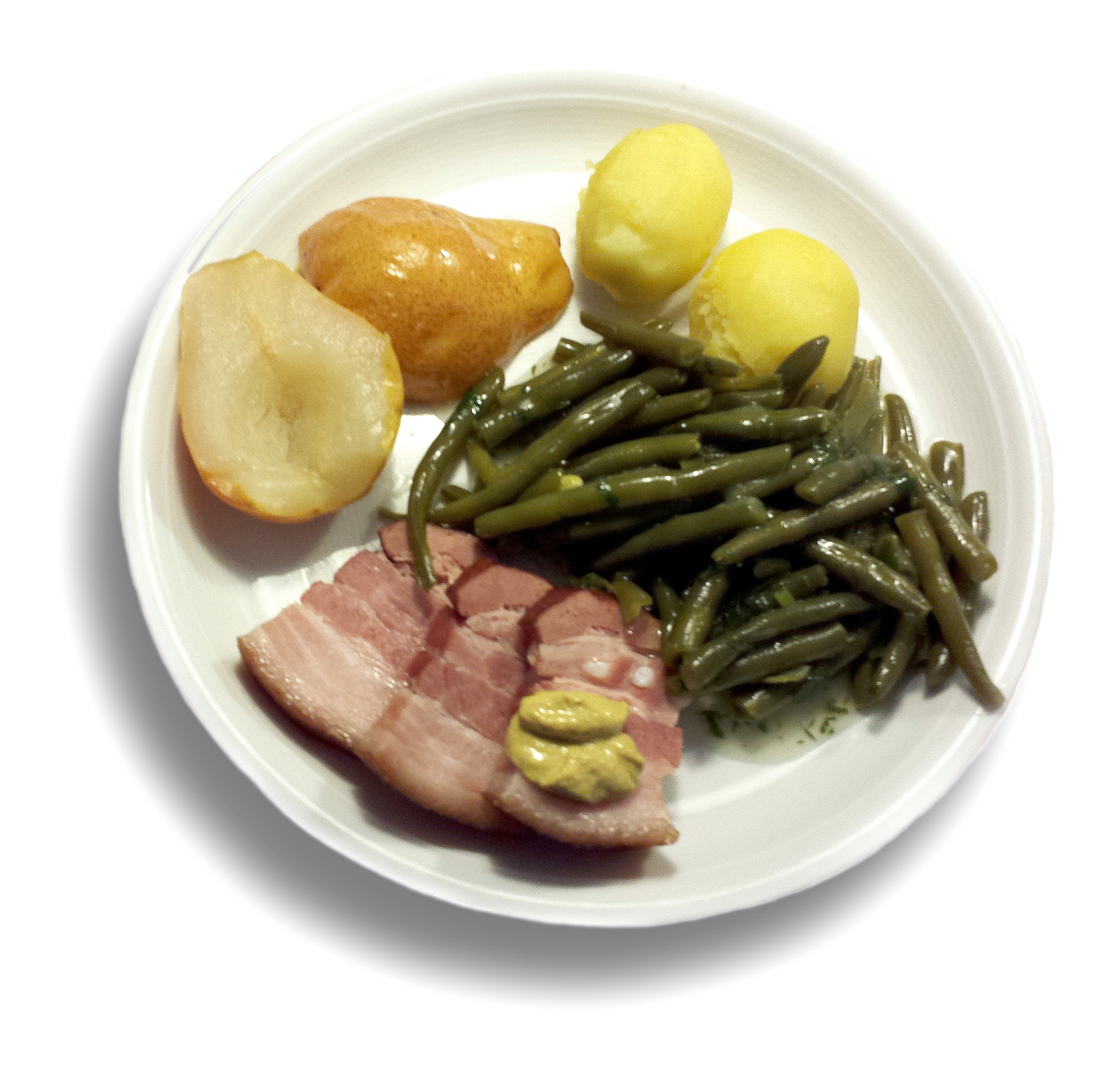
Birnen, Bohnen und Speck

### Schweine- und Rindfleisch
- Kloppschinken
- Topfleberwurst
- Mecklenburger Rippenbraten

### Eintöpfe, Gemüse und Kartoffelgerichte
- Tüffel un Plum (Kartoffelsuppe mit Pflaumen und Speck)

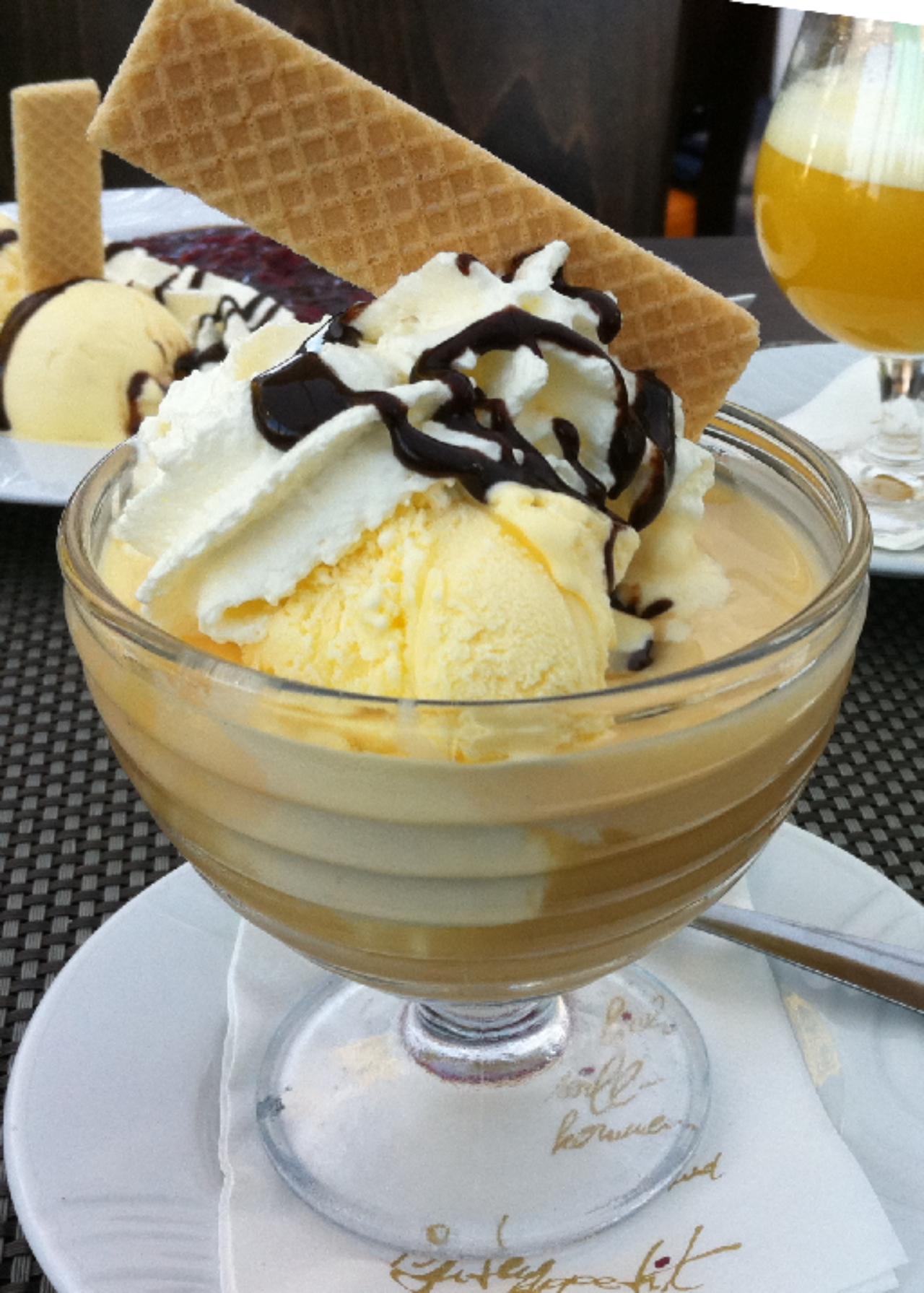
Schwedeneisbecher, eine beliebte Süßspeise in Mecklenburg

- Fliederbeersuppe
- Schwemmklöße
- Buttermilchkartoffeln
- Birnen, Bohnen und Speck

### Nachtische
- Sanddorntorte
- Schwarzbrotpudding
- Rote Grütze
- Mandelkringel
- Schmandpudding
- Arme Ritter
- Mecklenburgische Götterspeise
- Schwedeneisbecher

### Weihnachtsspeisen
- Honigkuchen auf dem Blech
- Weiße Pfeffernüsse

## Spitzengastronomie
In Mecklenburg gibt es im 21. Jahrhundert mehrere renommierte Restaurants, die mit Auszeichnungen versehen wurden.
So finden sich unter den Sterne-Restaurants, die im Restaurantführer Guide Michelin des Jahrgangs 2015 aufgeführt werden, die Ostseelounge im Strandhotel Fischland in Dierhagen, das Gourmet-Restaurant Friedrich Franz in Heiligendamm, die Alte Schule Fürstenhagen in der Feldberger Seenlandschaft, das Restaurant Ich weiß ein Haus am See in Krakow am See, sowie das Restaurant Der Butt in Rostock.
Der kulinarische Führer Gault-Millau listet in seiner Ausgabe 2015 das von Küchenchef Ronny Siewert geleitete Gourmet-Restaurant Friedrich Franz in Heiligendamm als Spitzenbetrieb mit 18 von 20 möglichen Punkten. Zweitplatziert mit jeweils 16 Punkten sind die Köche Daniel Schmidthaler von der Alten Schule Fürstenhagen (Feldberger Seenlandschaft), Matthias Stolze vom Restaurant Der Butt (Rostock-Warnemünde) und Pierre Nippkow von der Ostseelounge (Dierhagen). Mit 15 Punkten wurden zudem Alexander Ramm vom Jagdhaus Heiligendamm und Raik Zeigner von Ich weiß ein Haus am See (Krakow am See) ausgezeichnet. Auch weitere Restaurantführer wie der Varta-Führer, Bertelsmann-Guide, Der Feinschmecker und der Schlemmer Atlas bescheinigen der Spitzengastronomie in Mecklenburg eine hohe Qualität.